# Everybody Loves Sunshine
Pour plus de détails, voir Fiche technique et Distribution.
Everybody Loves Sunshine est un film britannique réalisé par Andrew Goth, sorti en 1999. Il a également été commercialisé sous les titres B.U.S.T.E.D. et G-Men.

## Synopsis
À Manchester, une guerre des gangs fait rage. Deux cousins, Ray et Terry, sont membres de la même bande. À leur sortie de prison, Ray veut se ranger et mener une vie tranquille, mais Terry est bien décidé à se venger d'un gang ennemi.

## Fiche technique
- Titre : Everybody Loves Sunshine
- Réalisation : Andrew Goth
- Scénario : Andrew Goth
- Photographie : Julian Morson
- Montage : Jeremy Gibbs
- Musique : Nicky Matthew
- Pays d'origine : Royaume-Uni
- Genre : film de gangsters
- Date de sortie : mars 1999

## Distribution
- Andrew Goth : Ray
- Goldie : Terry
- Rachel Shelley : Clare
- Clint Dyer : Leon
- David Bowie : Bernie

## Production
Le tournage de Everybody Loves Sunshine commence le 21 février 1998 sur l'île de Man et se poursuit pendant cinq semaines à Liverpool. Il met en vedette le musicien de jungle et drum and bass Goldie. David Bowie, récemment apparu en invité sur l'album de Goldie Saturnz Return (en), se laisse convaincre d'apparaître dans le rôle de Bernie, qui s'efforce de jouer les médiateurs entre Ray et Terry.
Ce film indépendant est diffusé dans quelques festivals avant de passer à la télévision britannique le 16 juin 1999 sur la chaîne Sky TV. Il est édité au format DVD en janvier 2000 sous le titre B.U.S.T.E.D..